# Tintoretto
Tintoretto, pravog imena Jacopo Robusti, (29. rujna, 1518., Venecija – 31. svibnja, 1594., Venecija), u mladosti poznat i kao Jacopo Comin, bio je talijanski slikar; glavni protagonist venecijanskog manirizma, izravnog preteče baroka. 
Jacopo Robusti je prozvan »Tintoretto« (talijanski: mali od boje) jer mu se otac bavio bojanjem svile (il tintore). Razvio se pod utjecajem Pietra Bordonea, Parmigianina, B. de Pitatija, Tiziana i Andrije Medulića, s kojim je izvodio freske u palači Zeno di Crociferi u Veneciji (1540. – 45.), te Michelangela, osobito njegova načina oblikovanja ljudskoga tijela. Cijeli je život radio u Mlecima gdje je naslijedio Tiziana kao službeni slikar Mletačke Republike. Bio je izrazito produktivan, te je upošljavao brojne asistente, uključujući dva sina i kćer Mariettu.
U mitološkim, alegorijskim i povijesnim kompozicijama spojio je snažnu dramatsku napetost s blještavim kolorizmom mletačkog slikarstva. Već u početku samostalnoga djelovanja primijenio je smiona kompozicijska rješenja kao u Posljednjoj večeri u crkvi San Marcuolo (1547.) gdje je snažno dramatsko uzbuđenje postigao je oštrim kontrastima svjetla i sjene. Za Scuola di San Marco naslikao je ciklus o svečevim čudima Sveti Marko oslobađa roba (1548.), Našašće tijela sv. Marka (1562.), te Donošenje tijela svetog Marka (1562. – 66.), jedno od najznačajnijih dostignuća manirističkoga slikarstva zbog asimetrične kompozicije, osebujne i naglašene dinamike izražene u pokretu likova, ali i po kolorističnim i svjetlosnim kontrastima.
Stvara djela iznimno velikih dimenzija, kao što su ciklusi slika na platnu u bratovštini Scuola di San Rocco od 1565. – 1587. (56 velikih slika s prizorima iz Staroga i Novoga zavjeta: Mojsije, prizori iz života Marijina, te života i muke Kristove s vrhuncem na velikom platnu Raspeće, 1565.), ili oni u Duždevoj palači od 1574. – 1592. (Bitka za Zadar iz 1582., te golemi prikaz Raja u dvorani Velikoga vijeća iz 1588., koji slovi za najveće platno u povijesti slikarstva).
U smirenijoj maniri radio je manje biblijske kompozicije (Suzana u kupelji, oko 1560.), alegorijske i mitološke kompozicije (Filozofi, 1571. – 72.; Bakho i Arijadna, 1587.), te veći broj psihološki produbljenih portreta, osobito muškaraca (Autoportret, 1567.). Radio je i kartone za mozaike u bazilici sv. Marka u Veneciji.
Svoja posljednja djela radio je u suradnji s kćerkom Mariettom, zvanom La Tintoretta (1560. – 1590.) i sinom Domenicom (1564. – 1637.). Utjecao je na mnoge umjetnike baroka, a njegov je utjecaj posebno vidljiv u djelima manirističkog slikara El Greca.
- Sveti Marko oslobađa roba, 1548., Galerija Akademije, Venecija.
- Suzana u kupelji, 1555.-56., Muzej povijesti umjetnosti u Beču.
- Našašće tijela sv. Marka iz 1562., Brera, Milano
- Donošenje tijela svetog Marka, 1562.-66., ulje na platnu, 421 × 306 cm, Galerija Akademije, Venecija.
- Detalj Osvajanja Zadra - bitke koja se odigrala 1. srpnja 1346. u sklopu Mletačke opsade Zadra
- Detalj Raja u dvorani Velikoga vijeća iz 1588.

## Vanjske poveznice
- Artcyclopedia - Tintorettove slike